# Леовић палата у Суботици
Леовић палата у Суботици се налази на адреси Парк Рајхл Ференца 11, подигнута је 1893. године и представља непокретно културно добро као споменик културе.

## Архитектура
Палата је саграђена према пројектима архитеката Едена Лехнера и Ђуле Партоша, за Симона Леовића, јавног бележника, у време продора новог стила-сецесије који је најављивао епоху модерне архитектуре. Грађена је као једноспратни објекат са високом приземљем и сутереном, разуђене основе са функционалним распоредом просторија. Прочеље је изведено у жутој "свиленој" фугованој цигли, а отвори су маркирани благим таласањем прозорских оквира изведених у камену. Разиграности облика доприносе атике са цветним завршецима на врху, у форми тролиста, честе на француским грађевинама ранијих столећа, затим осмоугаони торањ, лантерна на крову, ритам прозорских отвора и балустрада спратне терасе. Декоративни елементи су природни, трајни материјали, опека, камен, жолнаи керамика, цреп и дрво капије акцентовано гвожђем.
Палата са својим складним облицима, њиховим ритмом, колористичким сазвучјем аутентичних материјала, сврстава се у репрезентативна дела архитектонског наслеђа града Суботице. По архитектонско-стилским вредностима представља један од изразитих Лехнерових међаша на путу у карактеристичну архитектуру на прелазу векова.